# دهاماپدا
دهاماپدا (به زبان پالی؛ پراکریت: धम्मपद Dhammapada;) مجموعه ای از گفته‌های آیه‌وار بودا است، که از مشهورترین نوشته‌های بودایی است.
بوداگهوسا پژوهشگر و مفسر بودایی سدهٔ پنجم این‌گونه می‌نویسد که هر جملهٔ این مجموعه در پاسخ به موقعیتی خاص در زندگی بودا و جامعه راهبان وی ساخته شده‌است. بازگردانی او از این تفسیر، جزئیات این وقایع را ارائه می‌دهد و منبع سرشار اسطوره زندگی و دوران بودا است.

## ریشه واژه
این واژه آمیخته‌ای است که از دهاما و پادا تشکیل شده‌است و هر واژه دارای تعدادی علامت و معنی است. به‌طور کلی، دهاما می‌تواند به «آموزه» بودا یا «حقیقت ابدی» یا «عدالت» یا همه «پدیده ها» اشاره کند. و پادا به معنای "پاً است و بنابراین با پسوند، به ویژه در این زمینه، به معنای "مسیر" یا "آیه" (رجوع " پایه عروض ") یا هر دو است. در زبان مالایایی ، "پاداً به معنی "راه" است. در زبان تامیلی "پادام" به معنای موضوع است، ترجمه‌های انگلیسی این متن از آمیزه‌های گوناگونی از این واژه‌ها و واژه‌های مرتبط استفاده شده‌است.
گرچه نسخه پالی معروف‌ترین است، تعدادی نسخه دیگر شناخته شده‌است

## سازمان
دهاماپادا شامل ۴۲۳ آیه در ۲۶ بخش که در زیر به زبان پالی و فارسی آمده‌است.
| شماره   | عنوان فصل در پالی | عنوان              | عنوان فصل به زبان فارسی |
| ------- | ----------------- | ------------------ | ----------------------- |
| I.      | यमकवग्गो            | یاماکا-واگو        | آیات دوقلو              |
| II.     | अप्पमादवग्गो          | اپ پم مادا واگو    | در تواضع                |
| III.    | चित्तवग्गो            | سیتا- واگو         | اندیشه                  |
| IV      | पुफ्फवग्गो            | پوپا واگو          | گل‌ها                    |
| V.      | बालवग्गो             | بالا واگو          | نادان                   |
| VI      | पण्डितवग्गो           | پندیتا واگو        | مرد خردمند              |
| VII     | अरहन्तवग्गो          | آراهنتا واگو       | ارجمند                  |
| VIII.   | सहस्सवग्गो           | ساهاسا-واگو        | هزاران تن               |
| IX      | पापवग्गो             | پاپا واگو          | شر                      |
| X.      | दण्डवग्गो            | دنده واگو          | مجازات                  |
| XI      | जरावग्गो             | جاره واگو          | کهنسالی                 |
| XII     | अत्तवग्गो            | آتا- واگو          | خود                     |
| XIII.   | लोकवग्गो             | لوکا واگو          | جهان                    |
| XIV     | बुद्धवग्गो            | بودا- واگو         | بودا - بیدار            |
| شانزدهم | सुखवग्गो             | سوخا واگو g        | خوشبختی                 |
| شانزدهم | पियवग्गो             | پیا واگو           | لذت                     |
| شانزدهم | कोधवग्गो             | کدا-واگو           | خشم                     |
| XVIII.  | मलवग्गो             | مالاگا             | ناپاکی                  |
| XIX     | धम्मट्ठवग्गो          | Dhamma ṭṭ ha-vaggo | عدالت                   |
| XX      | मग्गवग्गो            | مگا- واگو          | راه                     |
| XXI     | पकिण्णकवग्गो          | Paki ṇṇ aka-vaggo  | متفرقه، گوناگون         |
| XXII.   | निरयवग्गो            | نیرایا- واگو       | دوره نزولی              |
| XXIII.  | नागवग्गो             | گا واگو            | فیل                     |
| XXIV    | तण्हावग्गो            | ناگه واگو          | تشنگی                   |
| XXV     | भिख्खुवग्गो            | Bhikkhu -vaggo     | گدا                     |
| XXVI    | ब्राह्मणवग्गो          | برهمن واگو         | برهمن                   |

## گزیده‌ها
هر آنچه ما هستیم پیامد چیزی است که اندیشیده‌ام: و این بر پایهٔ اندیشهٔ ما استوارست و از آن ساخته گردیده‌است. اگر کسی بر پایه اندیشه بد سخنی بگوید یا کاری کند، درد و رنج به دنبال او خواهد آمد. همچنان که چرخ به دنبال جا پای گاوی که ارابه را می‌کشد می رود.
هر آنچه ما هستیم پیامد چیزی است که اندیشیده‌ام: این بر پایهٔ اندیشهٔ ما استوارست و از آن ساخته گردیده‌است. اگر کسی بر پایهٔ اندیشهٔ نیک سخن بگوید یا کاری کند خوشی به سراغ او می‌آید. چنان‌که سایه هرگز او را رها نمی‌کند.
آنکس که خوشبختی خویش را در آزار و کشتن جانداران می جوید هرگز به خوشبختی نمی‌رسد و از رنج خود نمی‌گریزد.
آنکه خوشبختی خویش را  نه در آزار و کشتن جانداران بلکه با پاک گرداندن خود می جوید خوشبختی را خواهد یافت و رنجهایش را پایان می بخشاید.
هرگز با کسی با درشتی سخن مگویید. چراکه کسانی با ایشان اینگونه سخن گفته اید با همان روش به شما پاسخ می دهند.  به راستی گفتار خشمگین دردآور است و بازخواست آن می تواند بر شما پیشی بگیرد.